# Wilson Allen Wallis
Wilson Allen Wallis (ur. 5 listopada 1912 w Filadelfii, zm. 12 października 1998 w Rochester) – amerykański ekonomista i statystyk, współtwórca (wspólnie z Williamem Kruskalem) używanego w statystyce rangowego testu Kruskala-Wallisa.